# إدارة بواكو
إدارة بواكو (بالإسبانية: Departamento de Boaco)(تلفظ بالإسبانية: ‎/boˈa.ko/‏) هي واحدة من إدارات نيكاراغوا، وعاصمتها هي بواكو.

## التاريخ
شُكلت الإدارة في عام 1938، عن طريق تقسيم إدارة شونتاليس.

## جغرافيا
تقع إدارة بواكو في وسط نيكاراغوا وتغطي 4,177 كم2، وتطل الإدارة علي بحيرة نيكاراغوا، تتميز بمناخ متنوع، يتراوح من المناطق المدارية الرطبة مثل السافانا إلى مناخ الغابة الاستوائية، تبلغ نسبة الأمطار المتساقطة بين 1000 و 2000 ملم في السنة.

### الموقع
تحدها الإدارات التالية:
- إدارة شونتالس
- إدارة ماتاغلبا
- إدارة ماناغوا
- إقليم جنوب الساحل الكاريبي المستقل
- إدارة غرناطة

## ديموغرافيا
تحتل الإدارة المرتبة الرابعة عشرة على مستوى البلاد ويبلغ عدد سكانها 183 ألف نسمة وفقًا لآخر التقديرات.
| التعداد التاريخي لسكان إدارة بواكو | التعداد التاريخي لسكان إدارة بواكو | التعداد التاريخي لسكان إدارة بواكو             |
| السنة                              | عدد السكان                         | المصدر                                         |
| ---------------------------------- | ---------------------------------- | ---------------------------------------------- |
| 1906                               | 26,737                             |                                                |
| 1920                               | 35,723                             |                                                |
| 1940                               | 40,365                             |                                                |
| 1950                               | 50,039                             |                                                |
| 1963                               | 71615                              |                                                |
| 1971                               | 69,187                             |                                                |
| 1995                               | 136,949                            |                                                |
| 2005                               | 150,636                            |                                                |
| 2019                               | 183,736                            | تقديرات معهد نيكاراغوا الوطني لتنمية المعلومات |

## التقسيم الإداري
إدارة بواكو تنقسم إدارياً إلى ست بلديات:
| البلدية                  | المساحة   | تعداد السكان 1995 | تعداد السكان 2005 | تعداد السكان 2019 |
| ------------------------ | --------- | ----------------- | ----------------- | ----------------- |
| بواكو                    | 1,087 كم² | 45,188 نسمة       | 49,839 نسمة       | 61,958 نسمة       |
| كاموابا                  | 1,483 كم² | 32,297 نسمة       | 34,962 نسمة       | 39,640 نسمة       |
| سان خوسيه دي لوس ريماتيس | 280 كم²   | 7,646 نسمة        | 7,650 نسمة        | 8,460 نسمة        |
| سان لورينزو              | 560 كم²   | 22,346 نسمة       | 23,666 نسمة       | 31,443 نسمة       |
| سانتا لوسيا              | 121 كم²   | 8,173 نسمة        | 8,254 نسمة        | 9,073 نسمة        |
| تيوستيبي                 | 646 كم²   | 21,299 نسمة       | 26,265 نسمة       | 33,162 نسمة       |